# Glottolog
Glottolog je mrežna bibliografska baza podataka slobodnog pristupa koja se specijalizira za jezike. Osim popisa jezikoslovnog materijala (gramatika, članaka i rječnika) koji opisuju zasebne jezike, baza također sadrži najažurnija stabla srodnosti jezika temeljena na radu stručnih jezikoslovaca.
Glottolog je isprva razvijen i održavan na Institutu za evolucionarnu antropologiju »Max Planck« u njemačkom gradu Leipzigu, a između 2015. i 2020. godine na Institutu za znanost o ljudskoj povijesti »Max Planck« u Jeni. Glavni kuratori stranice bili su, među ostalima, Harald Hammarström i Martin Haspelmath.
Stranicu su osnovali Sebastian Nordhoff i Harald Hammarström 2011. godine pod nazivom Langdoc. Jedan od razloga za osnivanje Glottologa bio je manjak sveobuhvatne bibliografije o jezicima, osobito što se tiče Ethnologuea. Danas je stranica dio projekta baza podataka imena Cross-Linguistic Linked Data koji vodi Institut za znanost o ljudskoj povijesti.
Verzija 5.0 objavljena je pod licencijom Creative Commons Attribution 4.0 International License 2024. godine.